# Témoin (athlétisme)
Pour les articles homonymes, voir Témoin (homonymie).

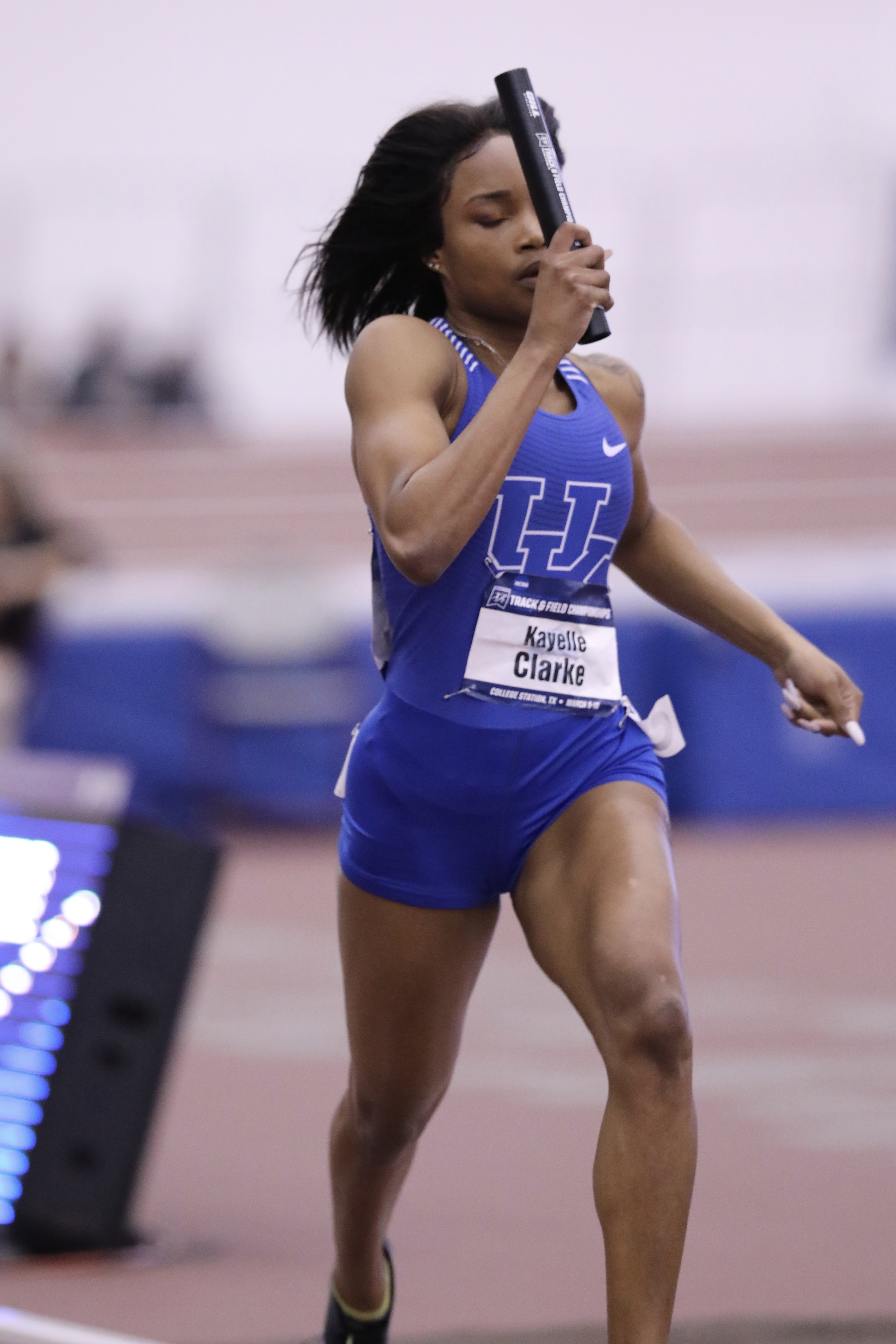
Témoin dans la main d'une relayeuse.

En athlétisme, le témoin est un objet que se transmettent les coéquipiers dans des courses de relais, notamment dans les disciplines olympiques du 4 × 100 mètres et du 4 × 400 mètres.

## Caractéristiques
Le témoin est un tube lisse, de section circulaire, fait généralement en métal ou en tout autre matériau rigide. La longueur varie 28 cm à 30 cm, pour 12 cm à 13 cm de circonférence. Son poids ne doit pas être inférieur à 50 g.

## Règles de course
Le témoin doit être porté à la main durant toute la course par les concurrents. S’il tombe, il doit être ramassé par l’athlète qui l’a fait tomber qui peut quitter son couloir pour le récupérer à condition qu'il ne diminue pas la distance devant être parcourue.
Dans toutes les courses de relais, le témoin doit être échangé dans la zone de transmission. Le passage du témoin commence dès qu’il est touché par le coureur receveur et est terminé seulement au moment où il est uniquement dans la main du coureur receveur.
Le passage du témoin à l’extérieur de la zone de transmission entraîne la disqualification de l'équipe.